# Lespignan
Lespignan est une commune française située dans le sud du département de l'Hérault, en région Occitanie.
Exposée à un climat méditerranéen, elle est drainée par l'Aude et par divers autres petits cours d'eau. La commune possède un patrimoine naturel remarquable : trois sites Natura 2000 (la « basse plaine de l'Aude », le « cours inférieur de l'Aude » et les « collines du Narbonnais »), deux espaces protégés (la « Basse plaine de l'Aude et Collines d'Enserune » et la « Basse plaine de l'Aude ») et huit zones naturelles d'intérêt écologique, faunistique et floristique.
Lespignan est une commune rurale qui compte 3 355 habitants en 2022, après avoir connu une forte hausse de la population depuis 1962. Elle est dans l'unité urbaine de Lespignan et fait partie de l'aire d'attraction de Béziers. Ses habitants sont appelés les Lespignanais ou  Lespignanaises.

## Géographie
Lespignan se situe à 10 km au sud (légèrement sud-ouest) de Béziers, à 10 km de la mer. Lespignan est une commune limitrophe avec le département de l'Aude, cette démarcation se fait via le fleuve « Aude ». Le territoire de Lespignan est partagé entre le village en lui-même et certaines zones rurales où la culture de la vigne est très marquée. La tendance actuelle prône l'apparition de nombreux quartiers résidentiels aux alentours du centre-ville axé sur le commerce de proximité.

### Communes limitrophes
Les communes limitrophes sont  Béziers, Colombiers, Fleury, Nissan-lez-Enserune, Salles-d'Aude et Vendres.
|                                           | Colombiers    | Béziers |
| Nissan-lez-Enserune                       | Lespignan     | Vendres |
| Salles-d'Aude (Aude) (par un quadripoint) | Fleury (Aude) |         |

### Voies de communications

#### Voies routières
Le réseau routier de Lespignan suit le tracé de l'A9 et possède une aire d'autoroute. La D 14 permet de quitter le village en direction de Fleury (Aude) au sud et en direction de Béziers au nord. La D 37 permet de rejoindre à l'ouest le village de Nissan-lez-Ensérune et à l'est le village de Vendres.

#### Transports en commun
Le village de Lespignan est desservi par la Ligne 212 qui mène directement à Béziers. La ligne est gérée par la société Hérault Transport.
- 212- Béziers ⇔ Lespignan

### Hydrographie

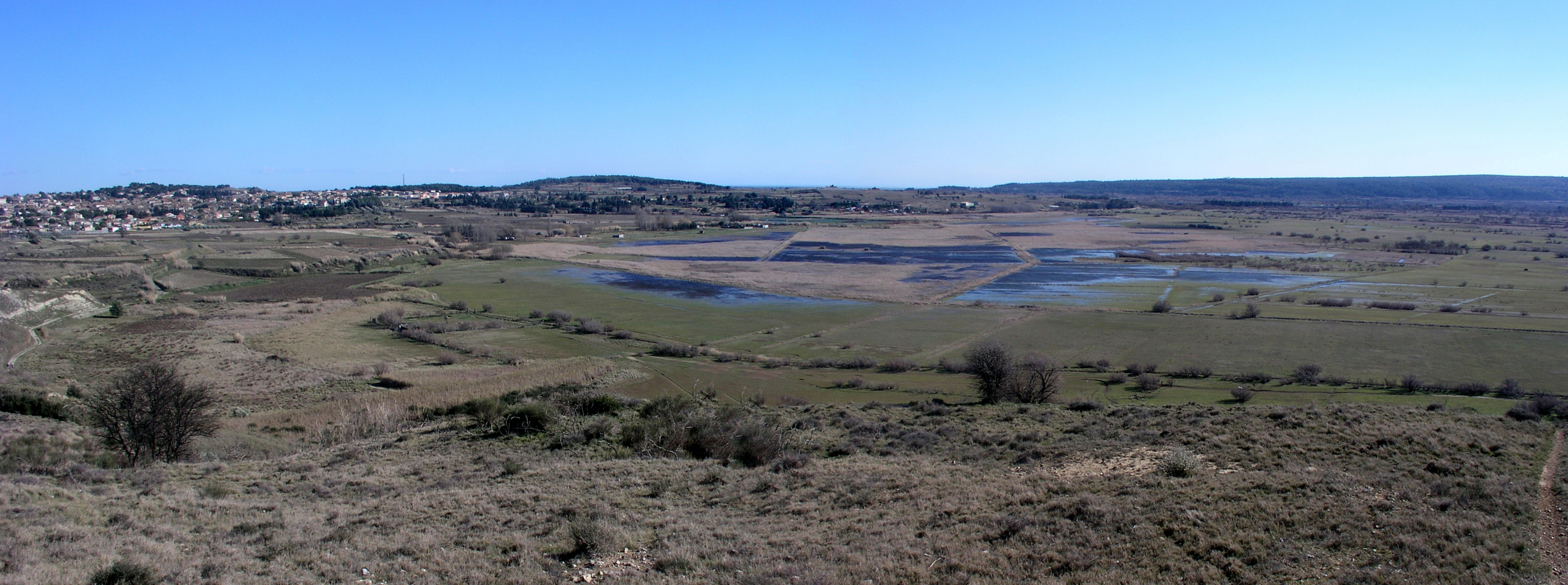
Le village de Lespignan et l'étang de la Matte.

Lespignan possède trois points d'eau notables. Le premier est l'étang de la Matte qui couvre une grande superficie du territoire. Le deuxième est l'Aude (fleuve) et enfin le troisième est la Pourre qui est une source.

### Environnement naturel
Bien que mal étudié jusqu'ici, il s'avère fort intéressant par l'étang de la Matte, le canal homonyme qui l'unit à l'étang de Vendres et un ensemble de collines miocènes dominant ces derniers. Parmi elles, le Puech des Moulins (Fig.1)  et la barre du Puech blanc (Fig.2) La végétation recouvrant les reliefs est une garrigue languedocienne typique dont l'inventaire a été effectué avec celle de Vendres (voir lien externe).

### Climat
Pour des articles plus généraux, voir Climat de l'Occitanie et Climat de l'Hérault.
En 2010, le climat de la commune est de type climat méditerranéen franc, selon une étude s'appuyant sur une série de données couvrant la période 1971-2000. En 2020, Météo-France publie une typologie des climats de la France métropolitaine dans laquelle la commune est exposée à un climat méditerranéen et est dans la région climatique  Provence, Languedoc-Roussillon, caractérisée par une pluviométrie faible en été, un très bon ensoleillement (2 600 h/an), un été chaud (21,5 °C), un air très sec en été, sec en toutes saisons, des vents forts (fréquence de 40 à 50 % de vents > 5 m/s) et peu de brouillards.
Pour la période 1971-2000, la température annuelle moyenne est de 14,8 °C, avec une amplitude thermique annuelle de 15,9 °C. Le cumul annuel moyen de précipitations est de 640 mm, avec 5,3 jours de précipitations en janvier et 2,5 jours en juillet. Pour la période 1991-2020, la température moyenne annuelle observée sur la station météorologique installée sur la commune est de 15,6 °C et le cumul annuel moyen de précipitations est de 604,2 mm,. Pour l'avenir, les paramètres climatiques de la commune estimés pour 2050 selon différents scénarios d’émission de gaz à effet de serre sont consultables sur un site dédié publié par Météo-France en novembre 2022.
| Mois                                  | jan.            | fév.          | mars            | avril           | mai           | juin          | jui.          | août          | sep.         | oct.        | nov.          | déc.            | année     |
| ------------------------------------- | --------------- | ------------- | --------------- | --------------- | ------------- | ------------- | ------------- | ------------- | ------------ | ----------- | ------------- | --------------- | --------- |
| Température minimale moyenne (°C)     | 4               | 4             | 6,4             | 8,7             | 12,1          | 15,6          | 17,9          | 17,8          | 14,5         | 11,8        | 7,5           | 4,7             | 10,4      |
| Température moyenne (°C)              | 8,1             | 8,7           | 11,6            | 13,9            | 17,5          | 21,5          | 24,1          | 24            | 20,3         | 16,6        | 11,8          | 8,8             | 15,6      |
| Température maximale moyenne (°C)     | 12,3            | 13,4          | 16,7            | 19,1            | 22,9          | 27,4          | 30,4          | 30,3          | 26,2         | 21,3        | 16,2          | 12,9            | 20,8      |
| Record de froid (°C) date du record   | −6,3 05.01.1995 | −8 27.02.18   | −7 02.03.05     | −0,7 22.04.1991 | 3,3 01.05.01  | 4 06.06.1989  | 9,5 17.07.00  | 9 31.08.1995  | 5 29.09.1993 | −1 30.10.12 | −9 22.11.1998 | −7,5 17.12.09   | −9 1998   |
| Record de chaleur (°C) date du record | 21,5 31.01.13   | 25,5 22.02.19 | 29,8 21.03.1990 | 33 08.04.11     | 34,5 24.05.17 | 39,3 28.06.19 | 38,8 31.07.01 | 40,1 12.08.03 | 39 04.09.16  | 33 11.10.11 | 26,6 09.11.15 | 21,7 18.12.1989 | 40,1 2003 |
| Précipitations (mm)                   | 53,3            | 51,3          | 48,5            | 56,2            | 45,9          | 30,5          | 15,2          | 26,5          | 67,4         | 95,6        | 66,1          | 47,7            | 604,2     |

### Milieux naturels et biodiversité

#### Espaces protégés
La protection réglementaire est le mode d’intervention le plus fort pour préserver des espaces naturels remarquables et leur biodiversité associée,.
Deux espaces protégés sont présents sur la commune : 
- la « Basse Plaine de l'Aude et Collines d'Enserune », un terrain acquis (ou assimilé) par un conservatoire d'espaces naturels, d'une superficie de 142,4 ha[9] ;
- la « Basse Plaine de l'Aude », un terrain acquis par le Conservatoire du Littoral, d'une superficie de 1 464,1 ha[10],[11].

#### Réseau Natura 2000

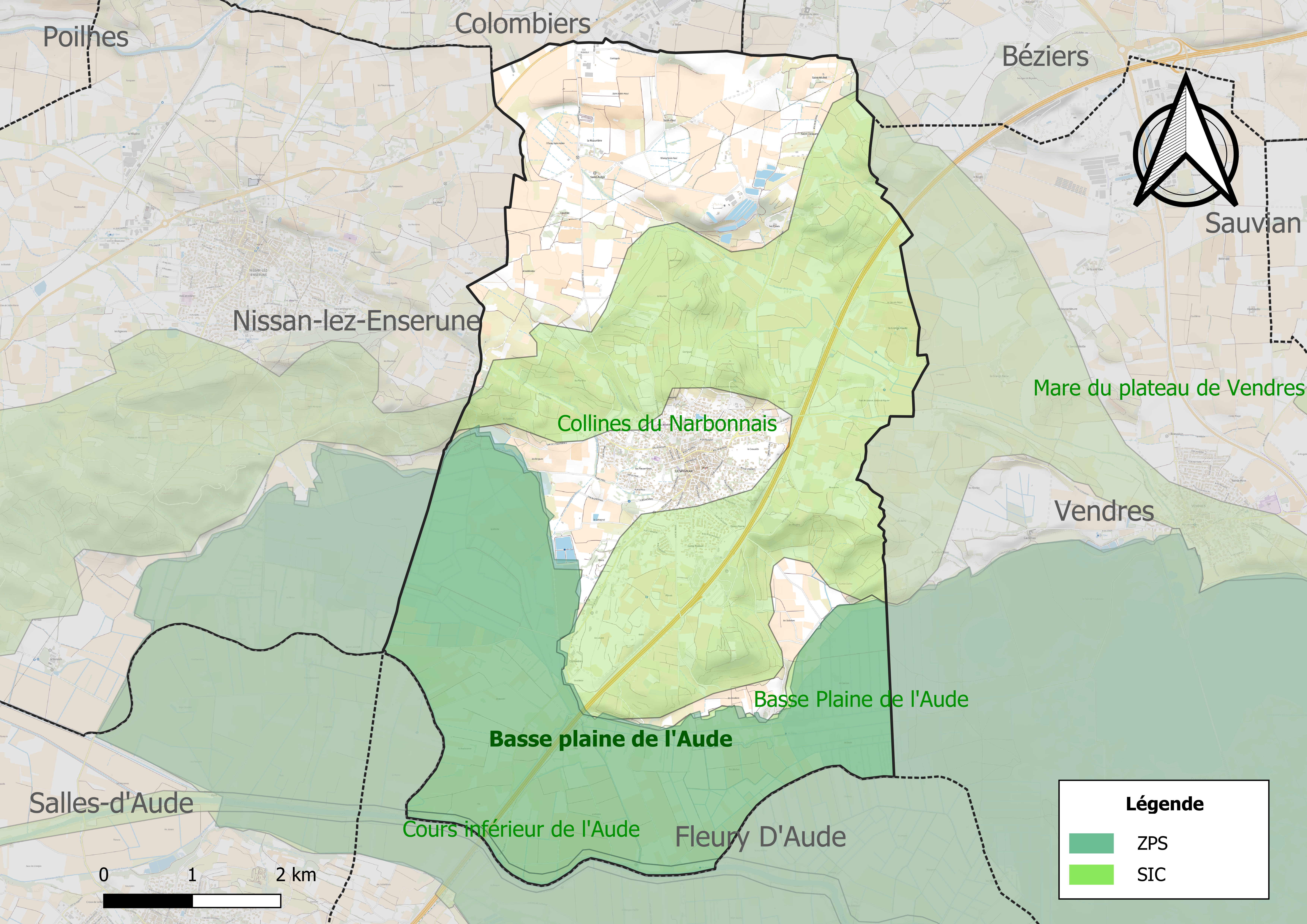
Sites Natura 2000 sur le territoire communal.

Le réseau Natura 2000 est un réseau écologique européen de sites naturels d'intérêt écologique élaboré à partir des directives habitats et oiseaux, constitué de zones spéciales de conservation (ZSC) et de zones de protection spéciale (ZPS).
Un site Natura 2000 est défini sur la commune tant au titre de la directive oiseaux, que de la directive habitats : la « basse plaine de l'Aude ». Occupant une superficie de 4 500 ha, ce site comprend un ensemble de zones humides du littoral méditerranéen avec des milieux dunaires de faible étendue et des sansouires en arrière plage. Il s'agit d'un site majeur pour la Pie-grièche à poitrine rose qui a des effectifs voisin de la moitié des effectifs nationaux et pour des espèces nicheuses dépassant le seuil des 1 % de leur population nationale : Butor étoilé, Blongios nain, Héron pourpré, Busard des roseaux, Échasse blanche, Aigrette garzette, Sterne pierregarin, Sterne naine, Lusciniole à moustaches et Rollier d'Europe.
Deux autres sites relèvent de la directive habitats :
- le « cours inférieur de l'Aude », d'une superficie de 5 358 ha, permet la reproduction d'espèces migratrices vulnérables (Alose feinte, Lamproie marine), en forte régression depuis la prolifération des ouvrages sur les cours d'eau[16] ;
- les « collines du Narbonnais », d'une superficie de 2 149 ha, formé par une succession de reliefs qui surplombent et délimitent la plaine de la basse vallée de l'Aude, où une végétation typique méditerranéenne de garrigue et de pelouses sèches ainsi qu'un boisement de pins d'Alep se sont développés[17].

#### Zones naturelles d'intérêt écologique, faunistique et floristique
L’inventaire des zones naturelles d'intérêt écologique, faunistique et floristique (ZNIEFF) a pour objectif de réaliser une couverture des zones les plus intéressantes sur le plan écologique, essentiellement dans la perspective d’améliorer la connaissance du patrimoine naturel national et de fournir aux différents décideurs un outil d’aide à la prise en compte de l’environnement dans l’aménagement du territoire.
Six ZNIEFF de type 1 sont recensées sur la commune :
- la « Basse plaine viticole de l'Aude » (1 438 ha), couvrant 4 communes dont deux dans l'Aude et deux dans l'Hérault[19] ;
- les « collines de Nissan » (487 ha), couvrant 2 communes du département[20] ;
- les « collines nord de Lespignan » (81 ha), couvrant 2 communes du département[21] ;
- les « collines sud de Lespignan » (116 ha), couvrant 2 communes du département[22] ;
- l'« étang de Vendres » (1 647 ha), couvrant 3 communes dont une dans l'Aude et deux dans l'Hérault[23] ;
- l'« étang et prairies de la Matte » (395 ha), couvrant 2 communes du département[24] ;

et deux ZNIEFF de type 2, : 
- la « Basse plaine de l'Aude et étang de Capestang » (7 120 ha), couvrant 10 communes dont quatre dans l'Aude et six dans l'Hérault[25] ;
- les « collines de NIssan et Lespignan » (2 645 ha), couvrant 4 communes du département[26].

Carte des ZNIEFF de type 1 et 2 à Lespignan.
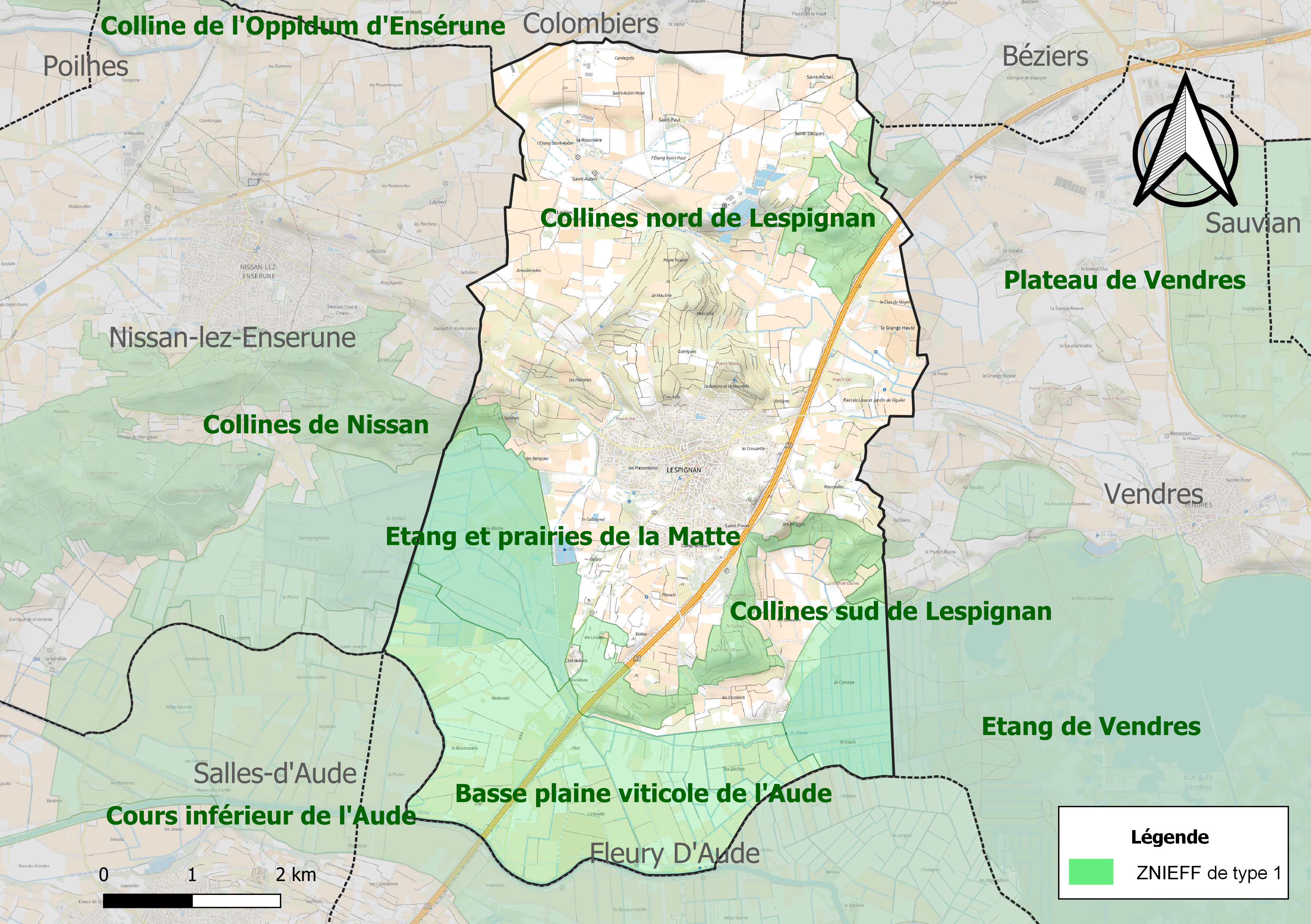
Carte des ZNIEFF de type 1 sur la commune.
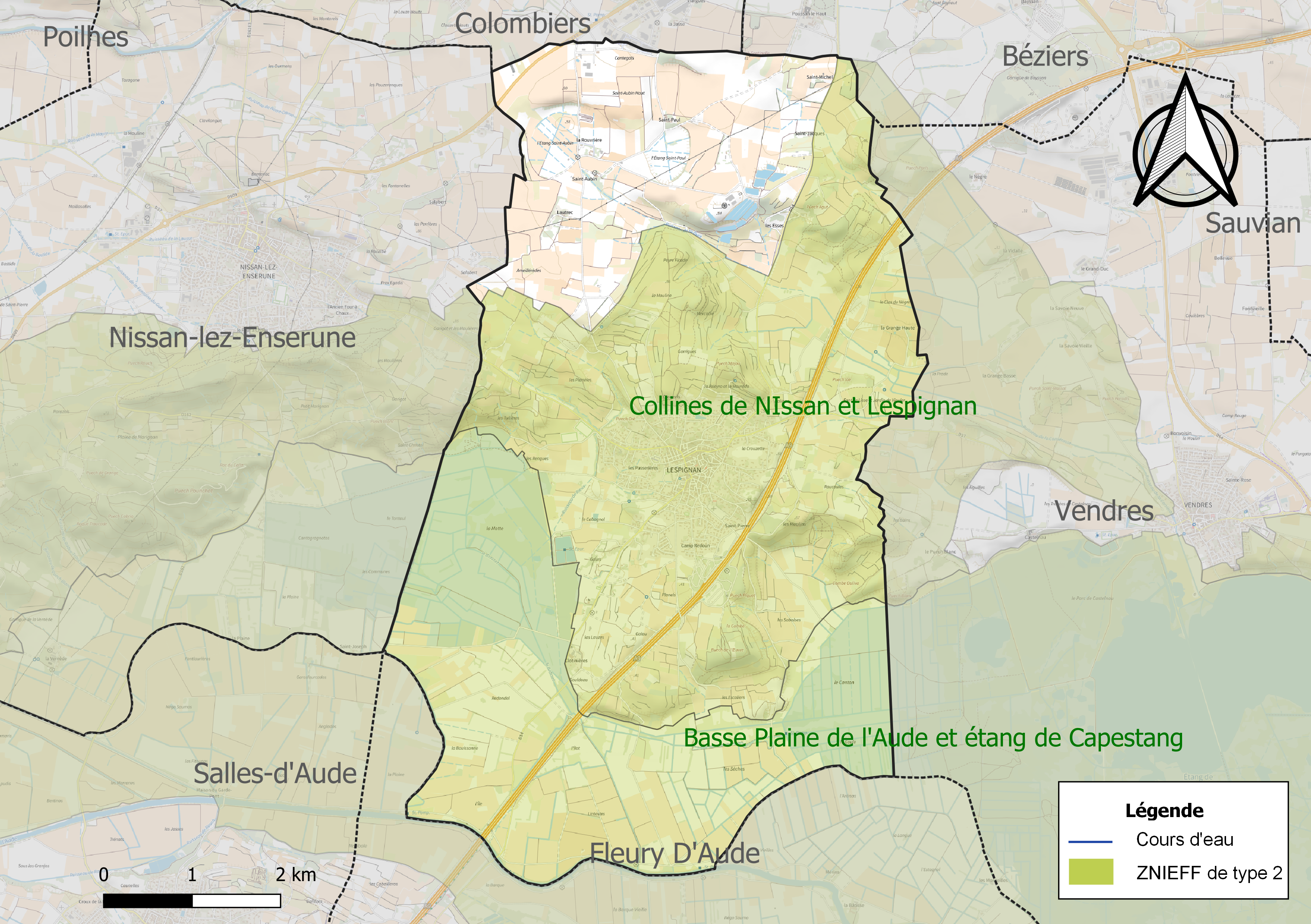
Carte des ZNIEFF de type 2 sur la commune.

## Urbanisme

### Typologie
Au 1er janvier 2024, Lespignan est catégorisée bourg rural, selon la nouvelle grille communale de densité à sept niveaux définie par l'Insee en 2022.
Elle appartient à l'unité urbaine de Lespignan, une unité urbaine monocommunale constituant une ville isolée,. Par ailleurs la commune fait partie de l'aire d'attraction de Béziers, dont elle est une commune de la couronne,. Cette aire, qui regroupe 53 communes, est catégorisée dans les aires de 50 000 à moins de 200 000 habitants,.

### Occupation des sols
L'occupation des sols de la commune, telle qu'elle ressort de la base de données européenne d’occupation biophysique des sols Corine Land Cover (CLC), est marquée par l'importance des territoires agricoles (86,6 % en 2018), en augmentation par rapport à 1990 (76,7 %). La répartition détaillée en 2018 est la suivante : 
cultures permanentes (41,8 %), zones agricoles hétérogènes (27,8 %), prairies (16,9 %), zones urbanisées (6,2 %), milieux à végétation arbustive et/ou herbacée (3,6 %), zones humides intérieures (3,2 %), zones industrielles ou commerciales et réseaux de communication (0,6 %). L'évolution de l’occupation des sols de la commune et de ses infrastructures peut être observée sur les différentes représentations cartographiques du territoire : la carte de Cassini (XVIIIe siècle), la carte d'état-major (1820-1866) et les cartes ou photos aériennes de l'IGN pour la période actuelle (1950 à aujourd'hui).

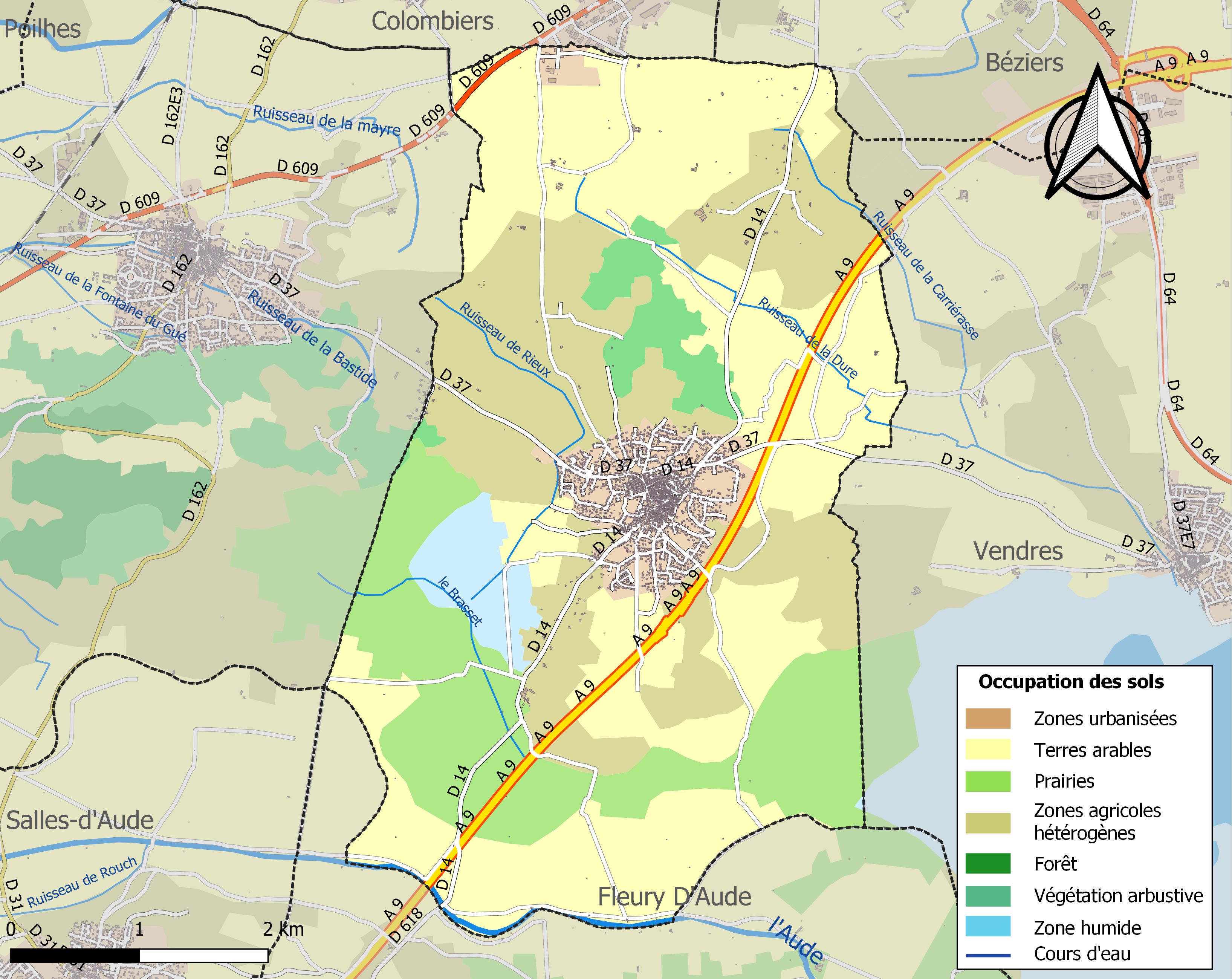
Carte des infrastructures et de l'occupation des sols de la commune en 2018 (CLC).

### Risques majeurs
Le territoire de la commune de Lespignan est vulnérable à différents aléas naturels : météorologiques (tempête, orage, neige, grand froid, canicule ou sécheresse), inondations, feux de forêts et séisme (sismicité faible). Il est également exposé à un risque technologique, le transport de matières dangereuses. Un site publié par le BRGM permet d'évaluer simplement et rapidement les risques d'un bien localisé soit par son adresse soit par le numéro de sa parcelle.

#### Risques naturels
Certaines parties du territoire communal sont susceptibles d’être affectées par le risque d’inondation par débordement de cours d'eau, notamment l'Aude. La commune a été reconnue en état de catastrophe naturelle au titre des dommages causés par les inondations et coulées de boue survenues en 1982, 1986, 1987, 1992, 1993, 1996, 1999, 2003 et 2019,.
Lespignan est exposée au risque de feu de forêt. Un plan départemental de protection des forêts contre les incendies (PDPFCI) a été approuvé en juin 2013 et court jusqu'en 2022, où il doit être renouvelé. Les mesures individuelles de prévention contre les incendies sont précisées par deux arrêtés préfectoraux et s’appliquent dans les zones exposées aux incendies de forêt et à moins de 200 mètres de celles-ci. L’arrêté du 25 avril 2002 réglemente l'emploi du feu en interdisant notamment d’apporter du feu, de fumer et de jeter des mégots de cigarette dans les espaces sensibles et sur les voies qui les traversent sous peine de sanctions. L'arrêté du 11 mars 2013 rend le débroussaillement obligatoire, incombant au propriétaire ou ayant droit,.

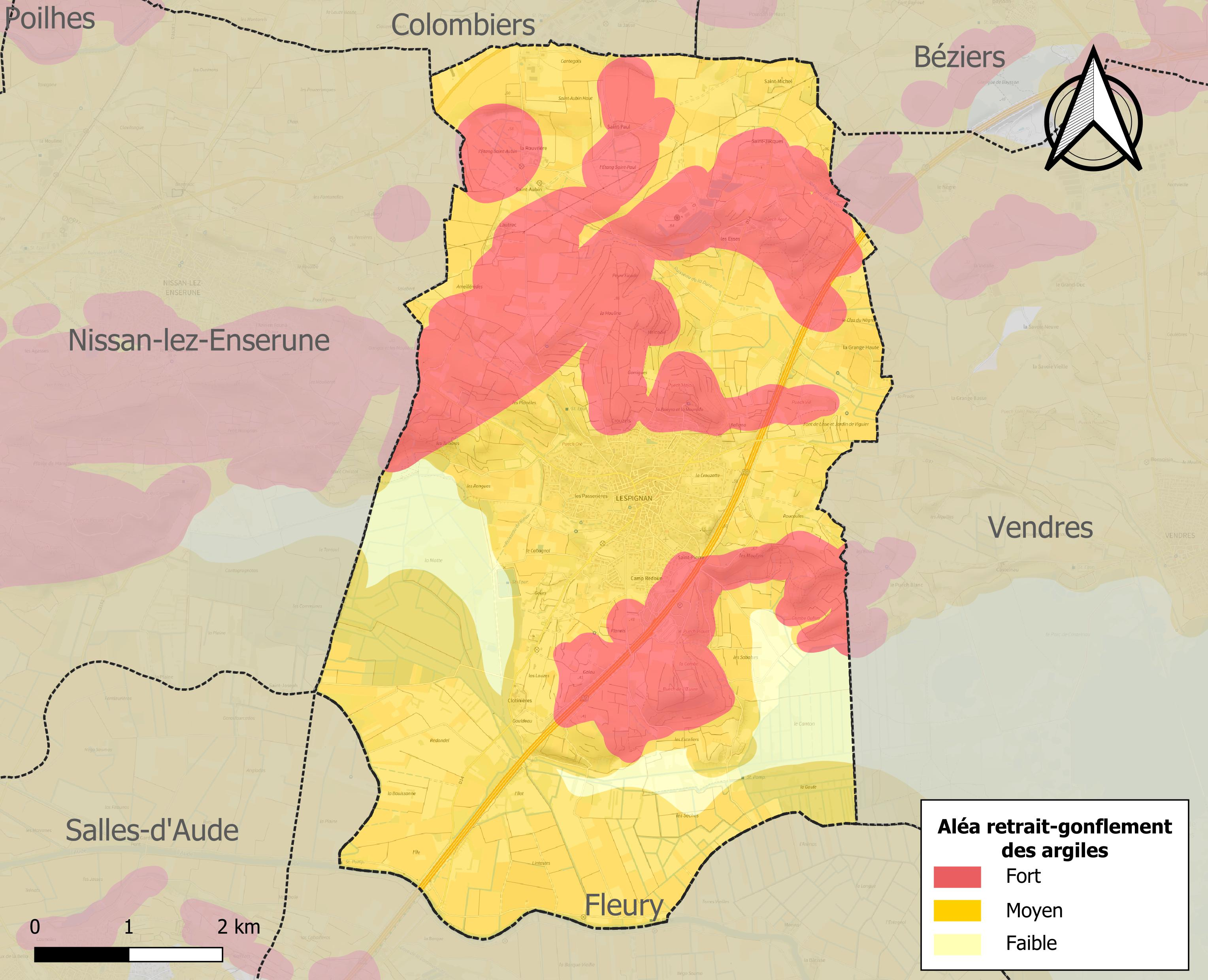
Carte des zones d'aléa retrait-gonflement des sols argileux de Lespignan.

Le retrait-gonflement des sols argileux est susceptible d'engendrer des dommages importants aux bâtiments en cas d’alternance de périodes de sécheresse et de pluie. 91,3 % de la superficie communale est en aléa moyen ou fort (59,3 % au niveau départemental et 48,5 % au niveau national). Sur les 1 566 bâtiments dénombrés sur la commune en 2019, 1 566 sont en aléa moyen ou fort, soit 100 %, à comparer aux 85 % au niveau départemental et 54 % au niveau national. Une cartographie de l'exposition du territoire national au retrait gonflement des sols argileux est disponible sur le site du BRGM,.
Par ailleurs, afin de mieux appréhender le risque d’affaissement de terrain, l'inventaire national des cavités souterraines permet de localiser celles situées sur la commune.

#### Risques technologiques
Le risque de transport de matières dangereuses sur la commune est lié à sa traversée par des infrastructures routières ou ferroviaires importantes ou la présence d'une canalisation de transport d'hydrocarbures. Un accident se produisant sur de telles infrastructures est susceptible d’avoir des effets graves sur les biens, les personnes ou l'environnement, selon la nature du matériau transporté. Des dispositions d’urbanisme peuvent être préconisées en conséquence.

## Toponymie
Le nom de la localité est attesté sous la forme de Laspiniano en 1156, ; de Lespiniano en  1222 (I-IGL, VIII, c. 758) ; Lespinianum en 1234 (ibid., c. 974) ; castri de Laspignano en 1247-8 (HGL, VII, cc. 33,34); Lespiniano en 1262 (ibid., c. 272) ; Laspiniano en 1323 (CRDP, p. 122) ; Lespinha en 1370 (RLR XXXIV, p. 62) ; Lespignan en 1529 (HGL, XII, c. 479).
Il s'agit d'une formation toponymique antique en -anum, suffixe de propriété caractéristique de la partie méridionale de l'hexagone et qui a généralement abouti à la terminaison -an (en Italie, il a donné -ano). Le premier élément Lespign- représente un anthroponyme selon le cas général. Albert Dauzat propose de reconnaître le nom de personne latin Spinnius. Frank R. Hamlin reprend implicitement l'hypothèse d'une formation en -anum, mais précédée du nom de personne latin Aspanius, modifié phonétiquement *Aspanianu- > *Aspinianu- > *Espinianu-.
En effet, un article défini se serait greffé postérieurement par influence analogique du latin spina « épine » ou de son correspondant occitan espina de même sens, d'où un *l'Espignan, puis agglutiné, cf. Lespinasse, mais elle fait difficulté dans la tradition manuscrite à une époque si précoce que le XIIe siècle.

## Histoire

### Antiquité
Des vestiges de l'époque gallo-romaine sont observables dans les environs directs du village.

#### La «Villa» Vivios
Le site archéologique de la villa Vivios est mal cerné : signification exacte et fonction, gestion de l'eau (apport et rejet) dans l' Antiquité ; état de conservation actuel.

#### Les carrières
Très nombreuses, elles sont visibles aux lieux-dits la Cambrasse-Les Escaliers (Fig. 3) et Gouldeau (Fig.4). Elles ont du fournir les matériaux des sites archéologiques.

### Moyen-Âge
Un acte de 1154 mentionne que l'église de Lespignan appartenait au monastère de Cassan (ordre des chanoines de Saint-Augustin).

### Ancien Régime
En 1632 eu lieu le siège de Lespignan par les troupes du roi de France.
En 1711, le prieur de Lespignan, François Médaille, remit son bénéfice aux mains de l'évêque de Béziers, voulant aider ses paroissiens et le diocèse. Ainsi fut aboli le titre de prieur curé de Lespignan (remplacé par une vicairie perpétuelle gérée par l'évêque sur présentation du commandeur de Cassan).
À l'est du village, le château féodal dominait tout le village. Son propriétaire, le duc de Fleury pouvait apercevoir Narbonne et Pérignan. Une des deux tours du château s’est écroulée au début de 1900. Le château féodal encore existant a subi quelques transformations.
Les remparts présentent une brèche due à l'artillerie de Louis XIII, ouverte lors du siège de Lespignan en 1632. Les remparts n'ayant plus d'utilité, la trouée ne fut pas réparée. Cette brèche est l'actuelle route de Béziers.
La mer s'étant retirée, la plaine de Lespignan est demeurée inculte jusqu'en 1793. Les apports de la rivière Aude l'ont rendue propre à la culture. Dans cette plaine, ou la Matte, en raison de la salinité, pousse la salicorne qui permet de produire de la soude. D'où deux ou trois maisons Renaissance à Lespignan, bâties par des Italiens (une succession de prélats italiens ont dominé l'évêché de Béziers de 1547 à 1669) qui exportaient la soude à Murano pour la fabrication du verre.

### Histoire moderne
La mutinerie du 17e régiment d'infanterie de Béziers, en 1907, lors de la révolte des viticulteurs, se traduisit par une hécatombe des soldats de l'Hérault en 1914-1915, lancés très probablement en première ligne en signe de représailles (mais certains auteurs réfutent cette hypothèse). Les monuments aux morts des villages en témoignent. 76 Lespignanais tués, soit près d'un foyer sur dix affecté.

### Conseil municipal

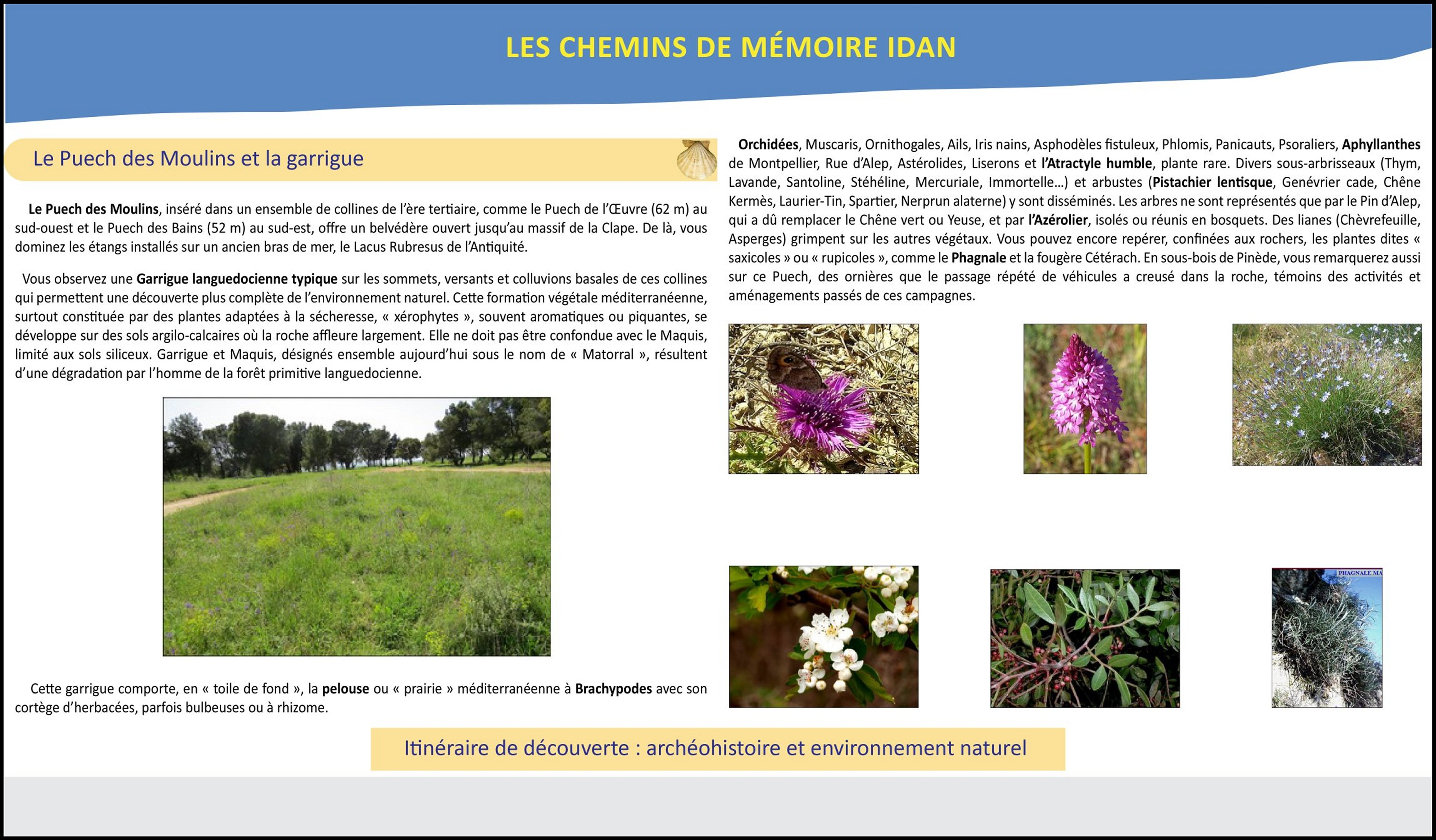
Fig.1 - Environnement de Lespignan : le Puech des Moulins et sa végétation (garrigue). Panneau destiné à jalonner un futur parcours de mémoire IDAN.

### Représentation du village à l'intercommunalité

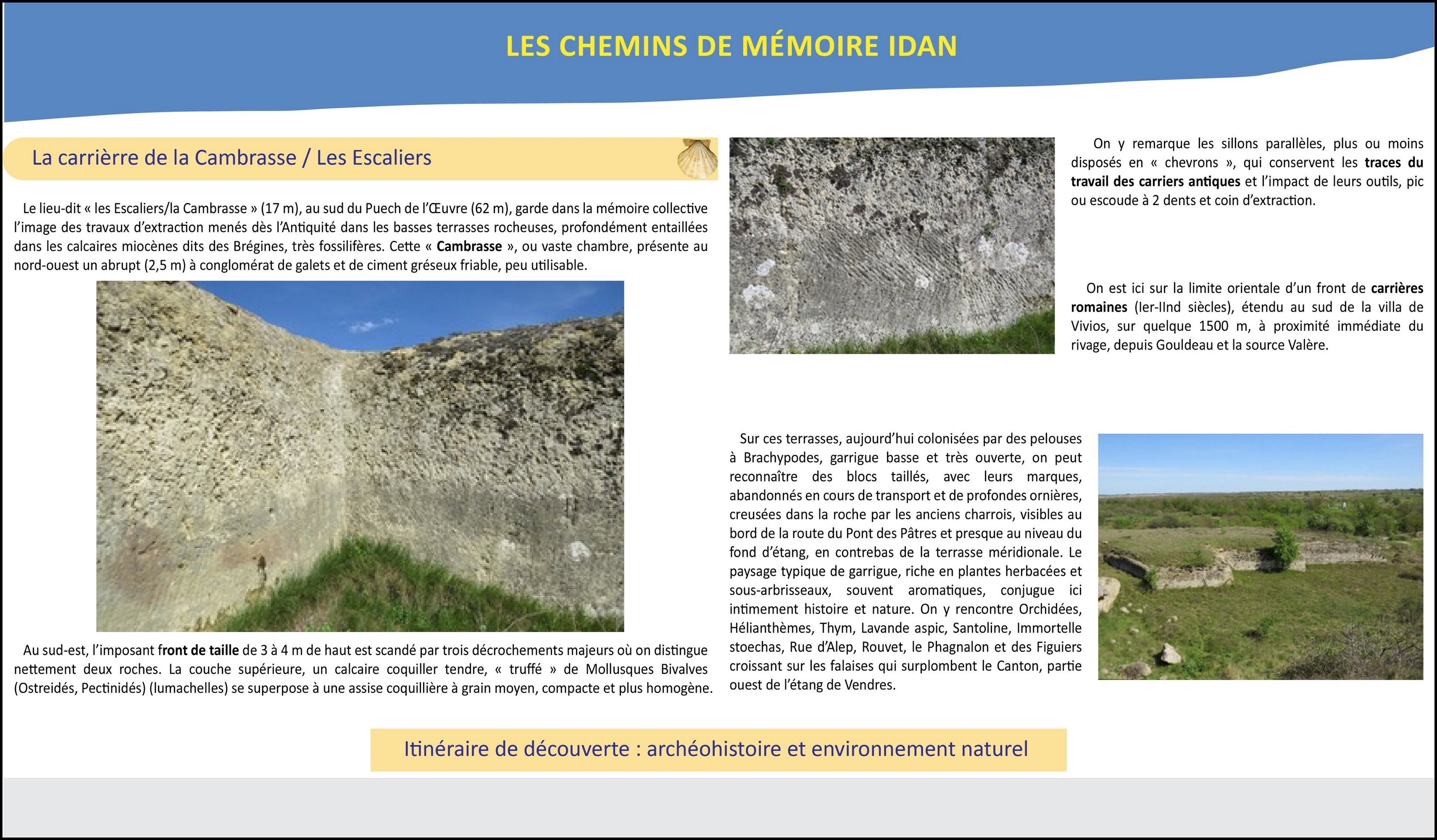
Fig. 3 - Lespignan (Occitanie : Hérault) : carrière de La Cambrasse- Les Escaliers. Panneau destiné à jalonner un futur parcours de mémoire IDANH.

## Politique et administration

### Liste des maires
| Période | Période  | Identité               | Étiquette | Qualité                                                                         |
| ------- | -------- | ---------------------- | --------- | ------------------------------------------------------------------------------- |
| 1946    | 1951     | Jean Dulquier          | MRP       | Viticulteur                                                                     |
| 1951    | 1981     | Georges Verdier        | SFIO-PS   | Viticulteur                                                                     |
| 1981    | 1983     | Marcel Vidal           | PS        | Ferronnier Devenu maire après la démission de son prédécesseur, Georges Verdier |
| 1983    | 2001     | Jean Poveda            | DVG       | Conducteur de travaux publics                                                   |
| 2001    | 2014     | Claude Clariana        | DVG       | Enseignant à la retraite                                                        |
| 2014    | En cours | Jean-François Guibbert | DVG       | Travaux publics                                                                 |

### Intercommunalité
La commune de Lespignan participe à la Communauté de communes la Domitienne, présidée par Alain CARALP, maire de Colombiers. 

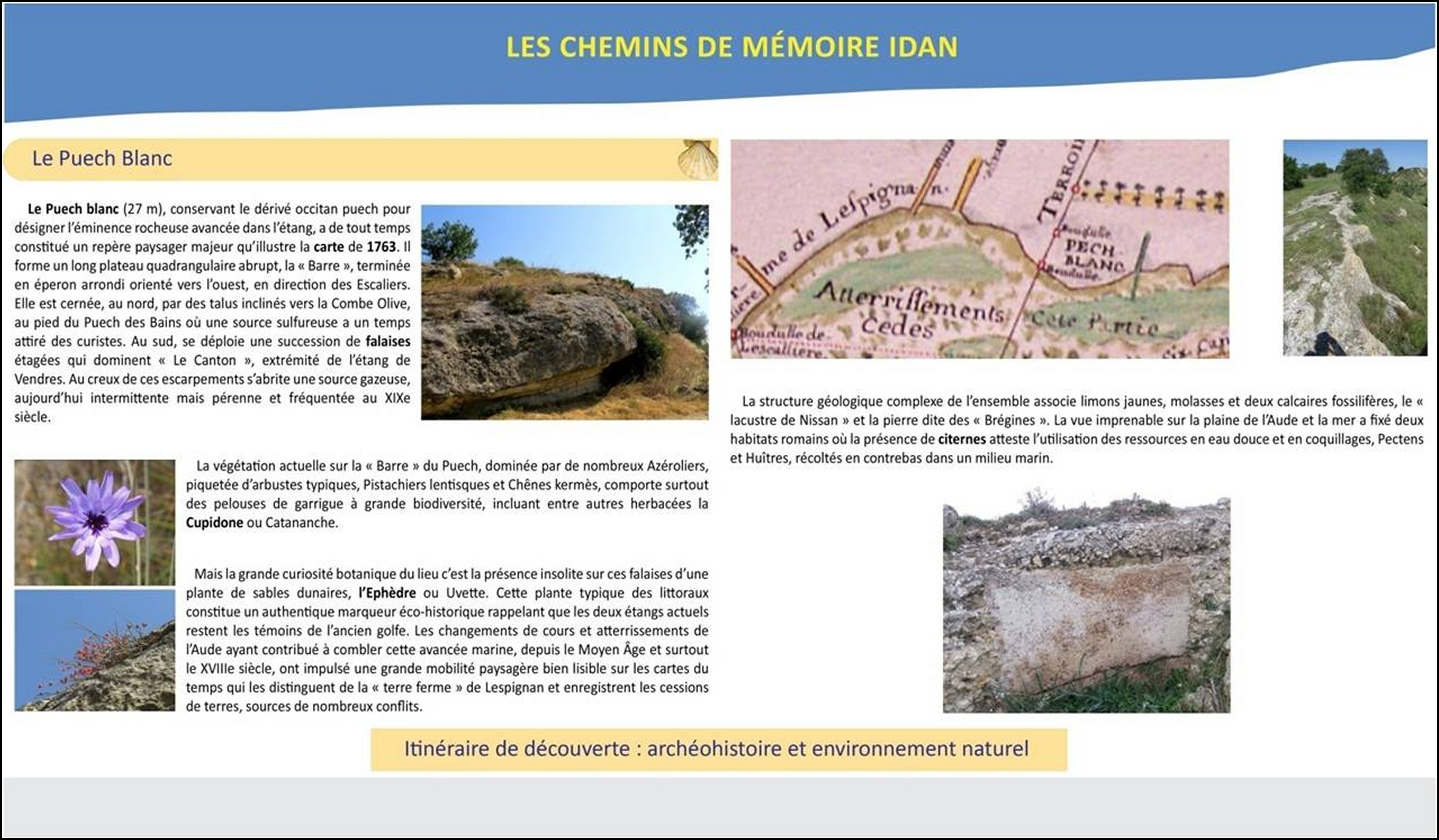
Fig.2 - Environnement de Lespignan : le Puech blanc et sa barre. Panneau destiné à jalonner un futur parcours de mémoire IDANH.

L'intercommunalité comprend :
- Cazouls-lès-Béziers,
- Colombiers,
- Lespignan,
- Maraussan,
- Maureilhan,
- Montady,
- Nissan-lez-Enserune,
- Vendres.

### Résultats politiques

#### Élections locales

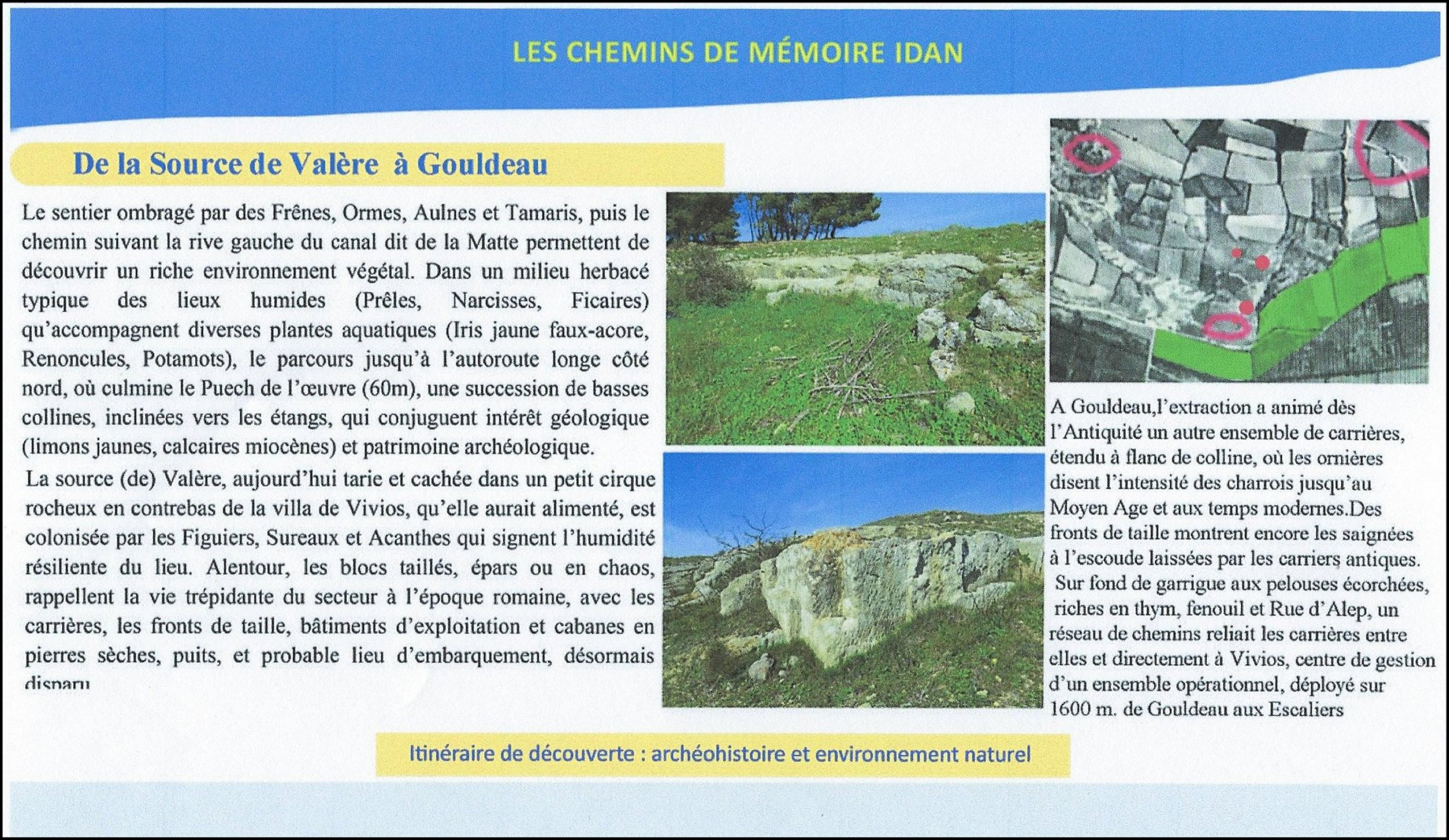
Fig.4 -Lespignan (Occitanie : Hérault) : carrières de Gouldeau. Panneau destiné à jalonner un futur parcours de mémoire IDANH

##### Élections municipales de 2008
Pour les élections municipales de 2008, seule la liste sortante menée par Claude Clariana (DVG) s'est présentée. C'est donc logiquement que les 23 candidats se sont retrouvés élus avec 54,51 % des suffrages obtenus soit 1305 voix. Le maire sortant ne briguera pas de troisième mandat pour les élections municipales de 2014 mais organise la continuité de sa liste.

##### Élections municipales de 2014
Deux listes s'affrontaient dans ce scrutin. La première, Tous unis pour Lespignan, menée par Jean-François Guibbert, Premier adjoint sortant, qui a monté une liste classée divers gauche rassemblant des personnes de sensibilités diverses (gauche-droite ou écologiste) à l'exclusion de l'extrême droite. La deuxième, Innover Lespignan, est une liste classée divers droite menée par Pascal Loubet, candidat aux dernières élections cantonales sur le canton de Béziers-3.
Avec 971 voix, la liste du premier adjoint sortant mobilise 55 % des suffrages exprimés et obtient 18 sièges sur 23 et 3 conseillers communautaires. La liste de droite fait 790 voix et 45 % et obtient pour sa liste 5 sièges et 1 au conseil communautaire de La Domitienne.

## Démographie
L'évolution du nombre d'habitants est connue à travers les recensements de la population effectués dans la commune depuis 1793. Pour les communes de moins de 10 000 habitants, une enquête de recensement portant sur toute la population est réalisée tous les cinq ans, les populations de référence des années intermédiaires étant quant à elles estimées par interpolation ou extrapolation. Pour la commune, le premier recensement exhaustif entrant dans le cadre du nouveau dispositif a été réalisé en 2005.

En 2022, la commune comptait 3 355 habitants, en évolution de +6,34 % par rapport à 2016 (Hérault : +7,49 %, France hors Mayotte : +2,11 %).
| 1793 | 1800 | 1806 | 1821  | 1831  | 1836  | 1841  | 1846  | 1851  |
| ---- | ---- | ---- | ----- | ----- | ----- | ----- | ----- | ----- |
| 885  | 894  | 941  | 1 212 | 1 261 | 1 320 | 1 336 | 1 380 | 1 462 |

| 1856  | 1861  | 1866  | 1872  | 1876  | 1881  | 1886  | 1891  | 1896  |
| ----- | ----- | ----- | ----- | ----- | ----- | ----- | ----- | ----- |
| 1 442 | 1 480 | 1 554 | 1 558 | 1 616 | 1 887 | 1 871 | 2 134 | 2 170 |

| 1901  | 1906  | 1911  | 1921  | 1926  | 1931  | 1936  | 1946  | 1954  |
| ----- | ----- | ----- | ----- | ----- | ----- | ----- | ----- | ----- |
| 2 114 | 1 924 | 1 875 | 2 022 | 1 906 | 2 006 | 1 919 | 1 633 | 1 627 |

| 1962  | 1968  | 1975  | 1982  | 1990  | 1999  | 2005  | 2006  | 2010  |
| ----- | ----- | ----- | ----- | ----- | ----- | ----- | ----- | ----- |
| 1 666 | 1 874 | 1 871 | 1 948 | 2 360 | 2 568 | 2 996 | 3 044 | 3 120 |

| 2015  | 2020  | 2022  | - | - | - | - | - | - |
| ----- | ----- | ----- | - | - | - | - | - | - |
| 3 140 | 3 318 | 3 355 | - | - | - | - | - | - |

## Enseignement

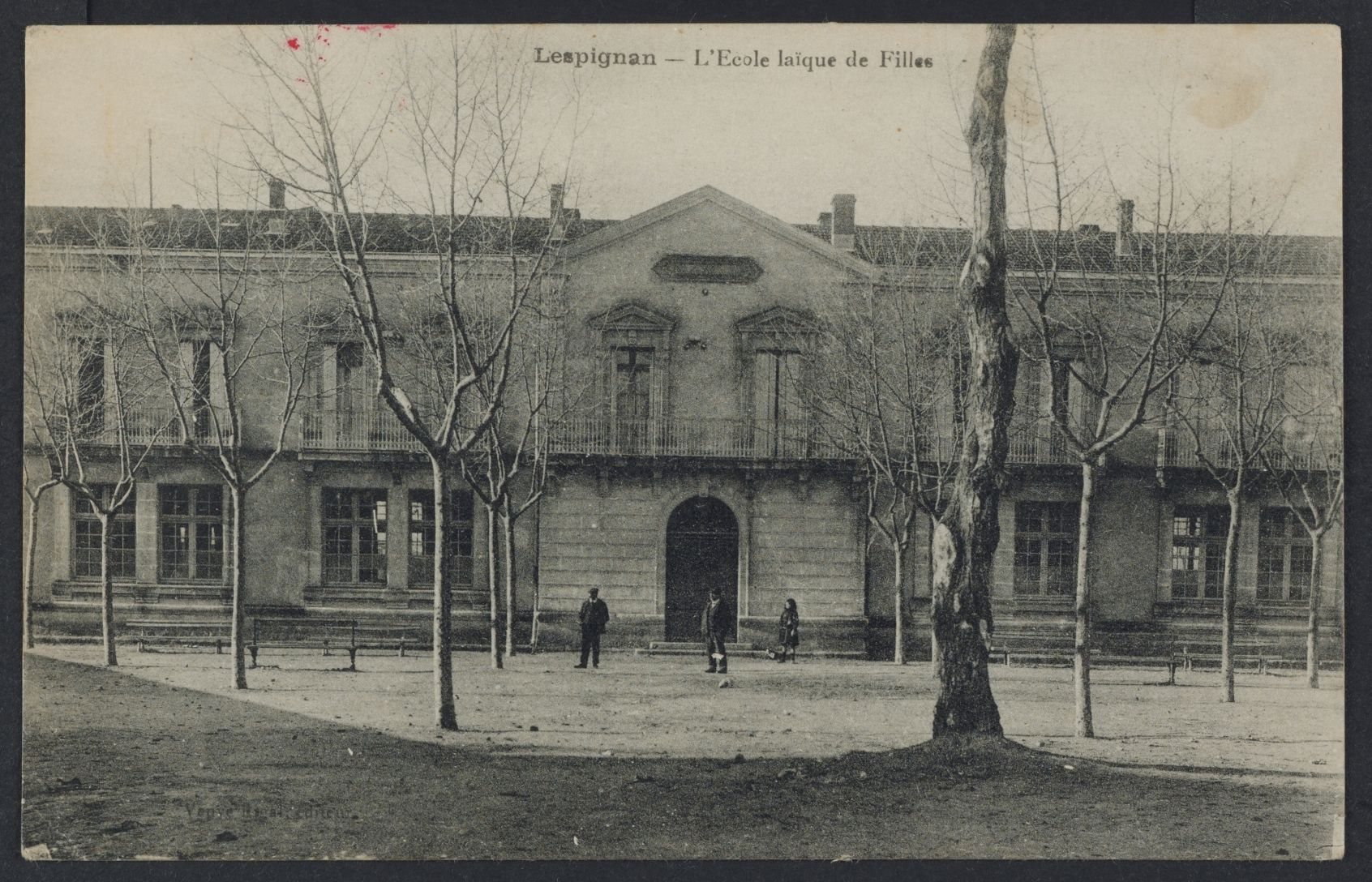
Carte postale de l'école laïque de filles (fin XIXe - début XXe).

La commune de Lespignan dispose de deux lieux d'enseignement primaire ; l'école maternelle communale et l'école élémentaire communale.

## Services publics
La commune dispose sur son territoire d'une agence postale.

## Économie

### Revenus
En 2018, la commune compte 1 518 ménages fiscaux, regroupant 3 434 personnes. La médiane du revenu disponible par unité de consommation est de 20 070 € (20 330 € dans le département). 43 % des ménages fiscaux sont imposés (45,8 % dans le département).

### Emploi
|                | 2008   | 2013   | 2018   |
| -------------- | ------ | ------ | ------ |
| Commune        | 10,6 % | 12,2 % | 12,6 % |
| Département    | 10,1 % | 11,9 % | 12 %   |
| France entière | 8,3 %  | 10 %   | 10 %   |

En 2018, la population âgée de 15 à 64 ans s'élève à 1 935 personnes, parmi lesquelles on compte 73,5 % d'actifs (61 % ayant un emploi et 12,6 % de chômeurs) et 26,5 % d'inactifs,. Depuis 2008, le taux de chômage communal (au sens du recensement) des 15-64 ans est supérieur à celui de la France et du département.
La commune fait partie de la couronne de l'aire d'attraction de Béziers, du fait qu'au moins 15 % des actifs travaillent dans le pôle,. Elle compte 331 emplois en 2018, contre 387 en 2013 et 367 en 2008. Le nombre d'actifs ayant un emploi résidant dans la commune est de 1 192, soit un indicateur de concentration d'emploi de 27,8 % et un taux d'activité parmi les 15 ans ou plus de 52 %.
Sur ces 1 192 actifs de 15 ans ou plus ayant un emploi, 209 travaillent dans la commune, soit 18 % des habitants. Pour se rendre au travail, 89,6 % des habitants utilisent un véhicule personnel ou de fonction à quatre roues, 1,8 % les transports en commun, 5,1 % s'y rendent en deux-roues, à vélo ou à pied et 3,4 % n'ont pas besoin de transport (travail au domicile).

### Activités hors agriculture

#### Secteurs d'activités
228 établissements sont implantés  à Lespignan au 31 décembre 2019. Le tableau ci-dessous en détaille le nombre par secteur d'activité et compare les ratios avec ceux du département,.
| Secteur d'activité                                                                                        | Commune | Commune | Département |
| Secteur d'activité                                                                                        | Nombre  | %       | %           |
| --- | ------- | ------- | ----------- |
| Ensemble                                                                                                  | 228     | 100 %   | (100 %)     |
| Industrie manufacturière, industries extractives et autres                                                | 23      | 10,1 %  | (6,7 %)     |
| Construction                                                                                              | 61      | 26,8 %  | (14,1 %)    |
| Commerce de gros et de détail, transports, hébergement et restauration                                    | 43      | 18,9 %  | (28 %)      |
| Information et communication                                                                              | 4       | 1,8 %   | (3,3 %)     |
| Activités financières et d'assurance                                                                      | 3       | 1,3 %   | (3,2 %)     |
| Activités immobilières                                                                                    | 12      | 5,3 %   | (5,3 %)     |
| Activités spécialisées, scientifiques et techniques et activités de services administratifs et de soutien | 27      | 11,8 %  | (17,1 %)    |
| Administration publique, enseignement, santé humaine et action sociale                                    | 35      | 15,4 %  | (14,2 %)    |
| Autres activités de services                                                                              | 20      | 8,8 %   | (8,1 %)     |

Le secteur de la construction est prépondérant sur la commune puisqu'il représente 26,8 % du nombre total d'établissements de la commune (61 sur les 228 entreprises implantées  à Lespignan), contre 14,1 % au niveau départemental.

#### Entreprises et commerces
Les cinq entreprises ayant leur siège social sur le territoire communal qui génèrent le plus de chiffre d'affaires en 2020 sont : 
- Assist Conseil Études Bâtiment, ingénierie, études techniques (1 073 k€)
- Eden Invest, activités des sociétés holding (569 k€)
- SARL Sud Olives, commerce de détail alimentaire sur éventaires et marchés (328 k€)
- Le Petrin, boulangerie et boulangerie-pâtisserie (304 k€)
- Occitanie Environnement, traitement et élimination des déchets non dangereux (239 k€)

### Agriculture
La commune est dans la « Plaine viticole », une petite région agricole occupant la bande côtière du département de l'Hérault. En 2020, l'orientation technico-économique de l'agriculture  sur la commune est la viticulture.
|               | 1988 | 2000 | 2010 | 2020 |
| ------------- | ---- | ---- | ---- | ---- |
| Exploitations | 196  | 122  | 75   | 54   |
| SAU (ha)      | 923  | 892  | 834  | 567  |

Le nombre d'exploitations agricoles en activité et ayant leur siège dans la commune est passé de 196 lors du recensement agricole de 1988  à 122 en 2000 puis à 75 en 2010 et enfin à 54 en 2020, soit une baisse de 72 % en 32 ans. Le même mouvement est observé à l'échelle du département qui a perdu pendant cette période 67 % de ses exploitations,. La surface agricole utilisée sur la commune a également diminué, passant de 923 ha en 1988 à 567 ha en 2020. Parallèlement la surface agricole utilisée moyenne par exploitation a augmenté, passant de 5 à 11 ha.

## Culture locale et patrimoine

### Médias
Le journal local Midi libre relate certains évènements se déroulant dans la commune au travers de son édition biterroise.

### Lieux et monuments

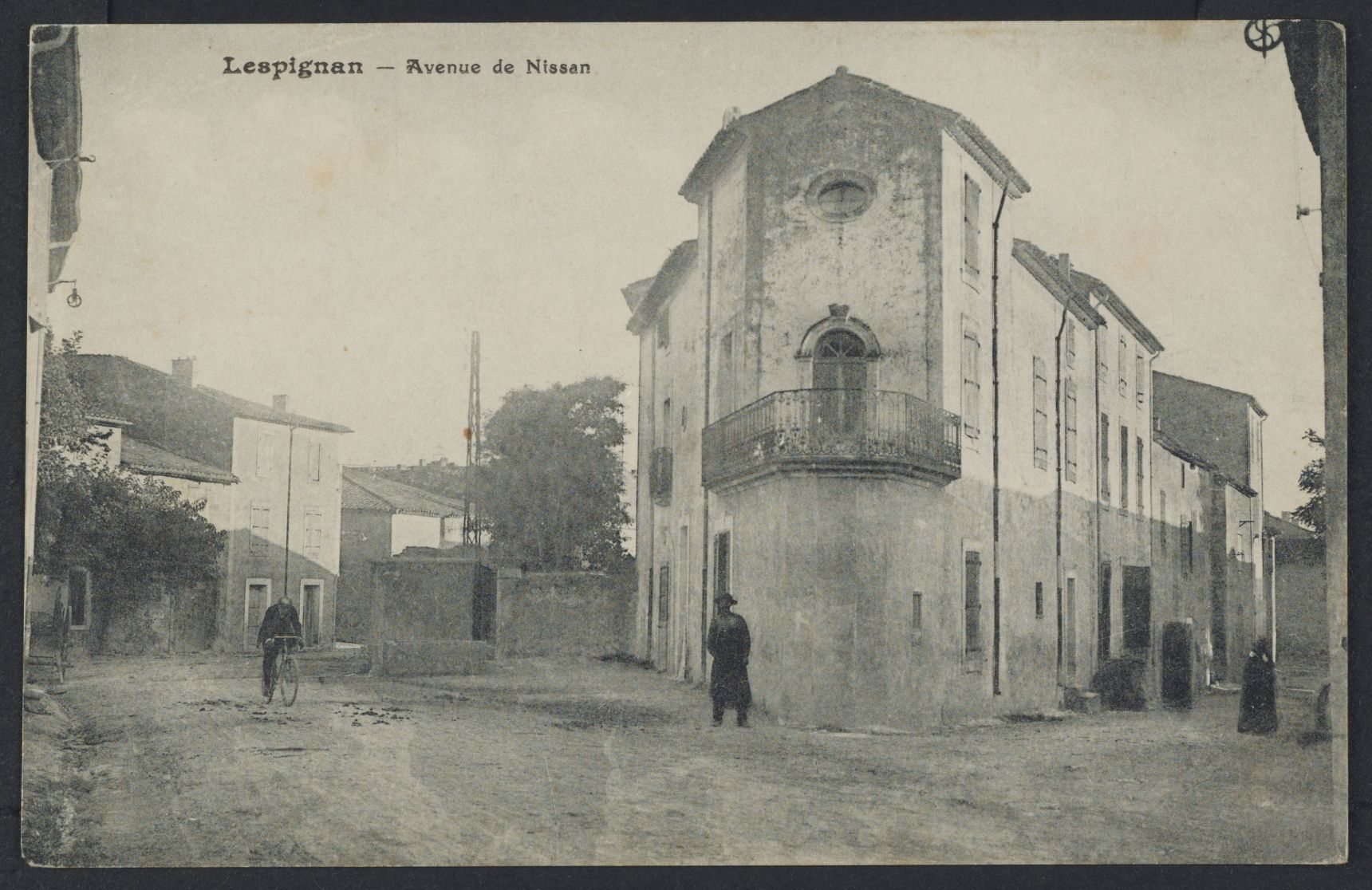
Carte postale de l'avenue de Nissan (fin XIXe - début XXe).

À Lespignan, il n'existe qu'une seule église entière, celle de Saint-Pierre-aux-Liens au centre du village, datant du XIIIe siècle - XIVe siècle.
- Église Saint-Pierre de Lespignan. Le Chœur et l'abside ont été inscrits au titre des monuments historiques en 1952[51]. L'édifice a été inscrit au titre des monuments historiques en 1988[51].
- Ancienne Église Saint-Pierre de Lespignan. L'église du cimetière, datant probablement du IXe siècle), est également dédiée à l'apôtre Saint Pierre. Elle fut restaurée en 1865 mais abandonnée par la suite, car elle se trouvait hors des fortifications du village.

Un acte de 1154 mentionne que l'église de Lespignan appartenait au monastère de Cassan (ordre des Chanoines de Saint-Augustin). En 1711, le prieur de Lespignan, François Médaille, remit son bénéfice aux mains de l'évêque de Béziers voulant aider ses paroissiens et le diocèse. Ainsi fut aboli le titre de prieur curé de Lespignan, remplacé par une vicairie perpétuelle gérée par l'évêque sur présentation du commandeur de Cassan.
- Église de l'Assomption-de-Notre-Dame de Lespignan.
- Château féodal privé avec sa tour appartenant à la commune.

### Fêtes et évènements
Le festival Matte la Zike
Festival de musique créé en 2014, qui a désormais lieu au mois d'août. De nombreux groupes originaires d'Occitanie, à la sonorité rock y sont passés, à l'instar des Barbeaux, ou des Goulamas'k.

#### Le mardi gras
C'est une fête presque aussi vieille que Lespignan avec « La corbeille jolie » tenue par deux petites costumées et accompagnées par quatre jeunes « de la classe » en costume, chapeau haut de forme et canne à pommeau. Ces jeunes proposent des dragées contre quelques « sous ».

#### La corbeille «voleuse»
Tous les jeunes font le tour du village et « récoltent » des gâteaux, des fruits, des œufs, un saucisson.. toutes denrées qui permettront de faire un gros goûter.

#### Le 14-Juillet
Depuis 1983, cette fête républicaine a retrouvé tout son éclat. Avec bals, retraite aux lampions, feux d'artifice mais aussi jeux divers (concours de pétanque, jeune pétanqueur, pétanqueur complet, quadrathlon, tournois de volley-ball).

#### La fête locale
Elle a lieu traditionnellement le premier dimanche d'août et dure quatre ou cinq jours (bals, concours de pétanque, tournois de volley-ball...).

### Jumelages
Le village de Lespignan est jumelé avec :
- Chastre (Belgique)

Officialisé en 1985 à Lespignan, en 1986 à Chastre (Belgique). La ville jumelle à vocation agricole est située dans le sud du Brabant wallon. Elle est en fait une entité de sept villages (Chastre, Blanmont, Villeroux, Saint Gery, Gentinnes, Noirmont et Cortil). En tout, 6 600 habitants et 3 132 hectares. Des échanges scolaires, des intervilles, des visites renforcent périodiquement les relations entre les deux communes.

### Héraldique
|  | Les armoiries de Lespignan se blasonnent ainsi : De sinople au sautoir losangé d'or et d'azur. |

### Personnalités liées à la commune
- Dorian Astor, philosophe et germaniste français.
- Léon Baylet, né à Lespignan le lundi 14 octobre 1867 décédé le mercredi 14 octobre 1942 à Béziers, professeur, Député de l'Hérault S.F. I.O. 1932-1936.
- Louis Ricardou - résistant.
- Yann Ramirez - Docteur en sociologie et romancier né en 1986 à Béziers. Auteur de Dans la Cage du MMA: sociologie d'un sport du XXIe siècle, et d' Ordo Ad Chao: le voyage initiatique d'Anastasie. Elu au conseil municipal de Lespignan depuis 2017.
- Lauriane Célié - championne de France en titre de bowling.